# Francisco Guarido
Francisco Guarido Viñuela, né en 1958 à Zamora, est un homme politique espagnol membre de Izquierda Unida (IU).
Il est maire de Zamora depuis le 13 juin 2015.

## Biographie

### Formation et vie professionnelle
Il est titulaire d'une licence en histoire et sciences politiques. Il est fonctionnaire fixe de la Junte de Castille-et-León.

### Cadre provincial d'IU
Il commence sa carrière politique lorsqu'il milite au sein d'un mouvement libertaire lié à la confédération nationale du travail dans les années 1970.
Il est coordonnateur d'Izquierda Unida dans la province de Zamora de 1993 à 1999. Membre du conseil politique provincial, il est élu conseiller municipal de Zamora à partir de 1999.

### Maire de Zamora
Élu conseiller municipal à chaque scrutin à partir de 1999, Guarido se présente une nouvelle fois en 2015.
Lors des élections du 24 mai 2015, la liste qu'il conduit arrive seconde avec 29,10 % des voix et huit conseillers derrière celle du Parti populaire de la maire sortante Rosa Valdeón (32,38 % des voix et dix conseillers). Il réalise le meilleur score d'IU de toute l'histoire municipale. Il est élu maire de Zamora le 13 juin 2016 par 13 voix pour et 12 contre grâce à un accord avec le PSOE. Il met ainsi fin à vingt ans de gestion conservatrice et devient le seul maire de province issu d'Izquierda Unida.
Candidat à un nouveau mandat en 2019, sa liste obtient 14 sièges au conseil municipal, lui assurant une majorité absolue.